# مینا ایزدیار
مینا ایزدیار (۹ مهر ۱۳۲۸ کرمان، ایران – ۳۱ خرداد ۱۳۹۲ مدیسن، آمریکا) استاد دانشگاه برجسته و پزشک اطفال در زمینه خون‌شناسی و سرطان‌شناسی ایرانی بود. تلاش‌ها و پژوهش‌های او در کنار همکارانش منجر به کاهش شمار نوزادان ایرانی زنده مبتلا به تالاسمی حاد از ۲۵۰۰ نفر به ۳۰۰ نفر در سال شد. او همچنین یکی از بنیانگذاران و مدیر انجمن تالاسمی ایران بود.

## زندگی‌نامه
مینا ایزدیار در تاریخ ۹ مهر ۱۳۲۸ خورشیدی در خانواده‌ای زرتشتی در شهر کرمان زاده شد. پدرش داریوش ایزدیار و مادرش پوران تیگرانی نام داشت. وی سال‌های اول و دوم ابتدایی را در دبستان شهریاری کرمان گذراند و برای ادامه تحصیل به تهران آمد و در دبستان گیو و دبیرستان انوشیروان دادگر ادامه تحصیل داد.
ایزدیار در سال ۱۳۴۶ با رتبه ۱۳ کشوری در دانشکده پزشکی دانشگاه تهران پذیرفته شد. او در سال ۱۳۵۲ با پرویز ملک‌پور ازدواج کرد که ثمره این ازدواج سه فرزند به اسامی شیرین، شیرزاد و شیدا است. او سرانجام در تاریخ ۳۱ خرداد ۱۳۹۲ پس از یک و نیم سال مبارزه با سرطان در شهر مدیسن ایالت ویسکانسین آمریکا درگذشت.

## انجمن تالاسمی
مینا ایزدیار رئیس گروه مؤسسان انجمن تالاسمی ایران و رئیس هیئت مدیره این انجمن بود و با درایت خود نقش بسیار بارزی در راه‌اندازی آن داشت. او از سال ۱۳۶۲ تلاش خود را برای تشکیل انجمن تالاسمی ایران شروع کرد و در سال ۱۳۶۸ این انجمن را بنیان گذاشت و به‌طور رسمی به ثبت رساند. پس از گذشت ۲۴ سال از تأسیس این نهاد حمایتی، ایران تنها کشور در حال توسعه‌ای است که تمام مبتلایان تالاسمی در آن شناسایی و تحت پوشش انجمن تالاسمی ایران قرار گرفته‌اند.